# Gruzińskie Narodowe Centrum Rękopisów
Gruzińskie Narodowe Centrum Rękopisów (gruz. საქართველოს ხელნაწერთა ეროვნული ცენტრი) – instytucja naukowa zajmująca się konserwacją i badaniem rękopisów. Po powstaniu w 1958 roku w Tbilisi Centrum nosiło nazwę Instytut Rękopisów i podlegało Gruzińskiej Narodowej Akademii Nauk. Od 2006 jest jednostką samodzielną podlegającą Ministerstwu Edukacji i Nauki. Jego dyrektorem, od maja 2015, jest Zaza Abashidze.

## Historia
30 czerwca 1958 roku dekretem Prezydium Akademii Nauk Gruzińskiej SRR został powołany Instytut, który przejął zbiory Wydziału Rękopisów Gruzińskiego Muzeum Państwowego (obecnie Narodowego). W 1956 roku przeprowadził się on do własnego budynku. W latach 1962–2006 nosił imię  Korneli Kekelidze. W 2006 roku Instytut został wyodrębniony Gruzińskiej Narodowej Akademii Nauk, a w 2007 roku przekształcony w Narodowe Centrum Rękopisów. Podlega Ministerstwu Edukacji i Nauki. Od 2015 roku nosi ono nazwę Gruzińskie Narodowe Centrum Rękopisów im. Korneli Kekelidze.

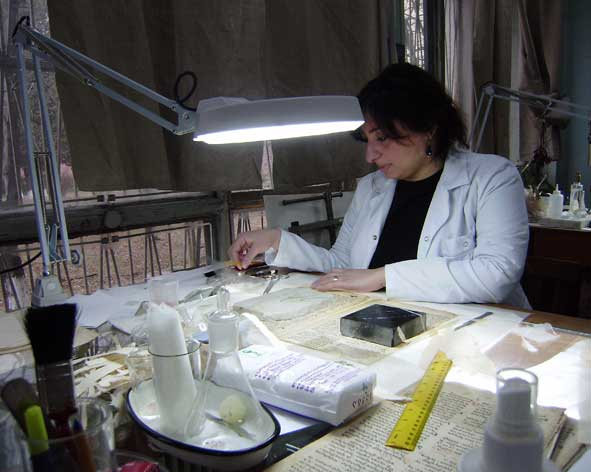
Restauracja uszkodzonych rękopisów

Przechowywane są tu kolekcje rękopisów oraz dokumentów w języku ormiańskim, greckim, perskim, arabskim, azerskim, hebrajskim, syryjskim, tureckim, rosyjskim i innych językach. Najliczniejszą grupę stanowią rękopisy gruzińskie. Pochodzą z wieków V-XIX i przechowywane są w czterech kolekcjach: A, H, Q oraz S. W skład kolekcji wchodzą dzieła i dokumenty o charakterze zarówno religijnym, jak i świeckim. Dzieła religijne opisują m.in. żywoty świętych męczenników. Ponadto do kolekcji należą pisma o charakterze astrologicznym, geograficznym, medycznym, matematycznym i militarnym.
Kolekcja greckich rękopisów zawiera 51 egzemplarzy, pochodzących z wieków IX-XVIII. Są one kopiami zarówno dzieł starożytnych, jak i nowożytnych. Rękopisy pisane są na papierze i pergaminie. Większość z nich ma kościelne przeznaczenie (m.in. rękopisy biblijne), ale są wśród nich również traktaty medyczne. Kolekcja rosyjskich rękopisów liczy ponad 500 egzemplarzy. Większość z nich ma późne pochodzenie, od XVI do XIX wieku. Wśród nich znajdują się przekłady korespondencji gruzińskich królów, gruzińskiej arystokracji, autografy Lwa Tołstoja oraz Piotra Czajkowskiego, cerkiewnych dokumentów.